# Soultzeren
Soultzeren – miejscowość i gmina we Francji, w regionie Grand Est, w departamencie Górny Ren.
Według danych na rok 1990 gminę zamieszkiwały 1024 osoby, a gęstość zaludnienia wynosiła 56 osób/km² (wśród 903 gmin Alzacji Soultzeren plasuje się na 262. miejscu pod względem liczby ludności, natomiast pod względem powierzchni na miejscu 87.).